# ゴータ会議
ゴータ会議（ゴータかいぎ、ドイツ語: Gothaer Nachparlament）は、1849年6月26日から同月28日にかけてドイツのゴータで開催されたフランクフルト国民議会の元議員148名の私的な会合である。

## 概要

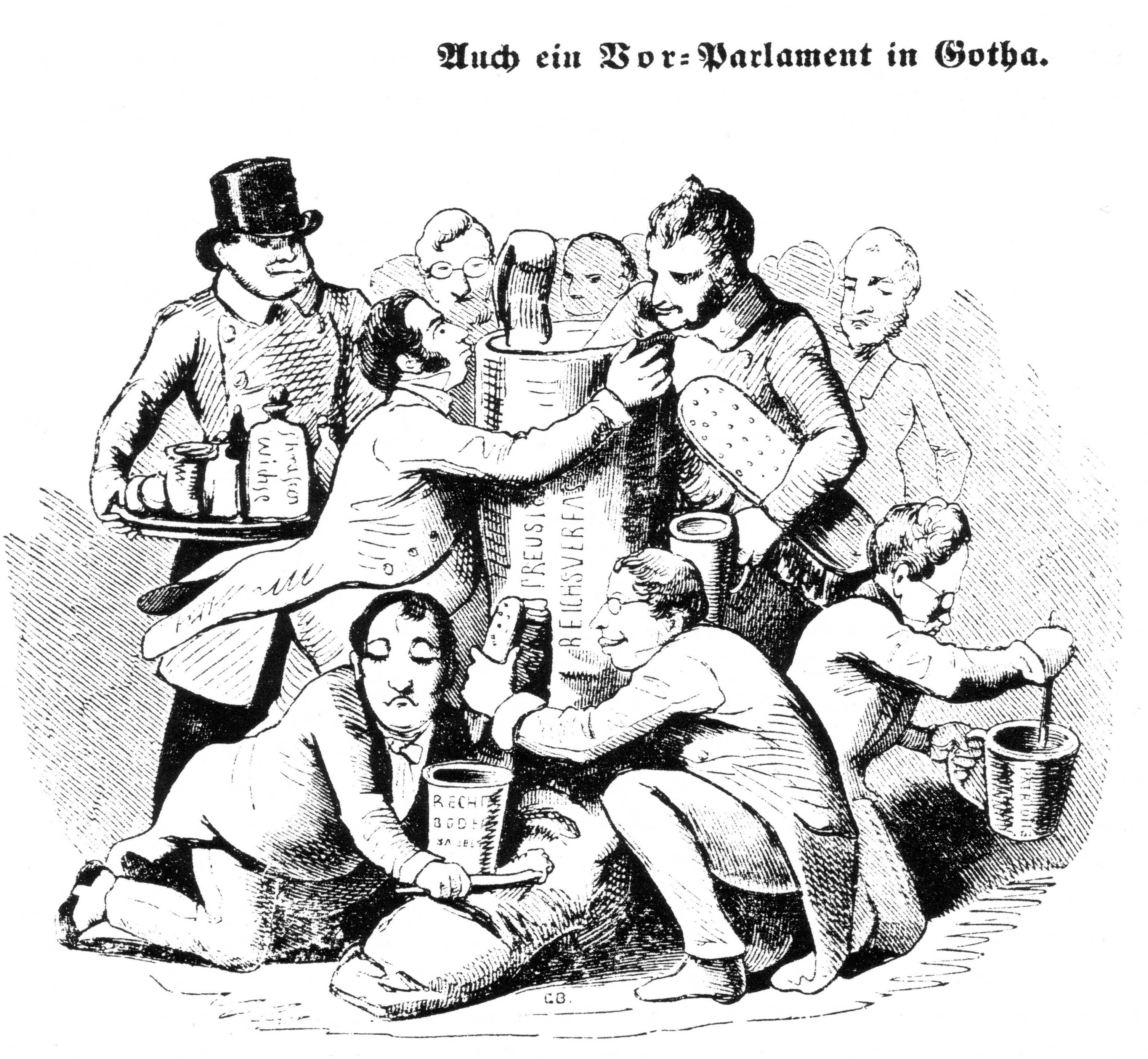
1849年6月、プロイセンのブーツを掃除するゴータ会議の自由主義者

ゴータ会議に参加した者の多くは、1849年3月にプロイセン王をドイツ皇帝に推挙し、ドイツを世襲皇帝の国家とすることを構想した左派及び右派の自由主義者であった。著名なメンバーは、ヘルマン・フォン・ベッケラート、フリードリヒ・クリストフ・ダールマン、ハインリヒ・フォン・ガーゲルン、ヤーコプ・グリム、カール・マーティ、ローベルト・フォン・モール、エドゥアルト・フォン・シムソンらであった。また、ヨハン・グスタフ・ドロイゼンのように、プロイセンに対する抗議のために会議を欠席した者も存在した。
1949年5月、プロイセンは、革命を暴力的に鎮圧し、プロイセンの議員にフランクフルト国民議会の活動を停止するよう違法に命じていた。同月、プロイセンは、他のドイツ諸邦に対し、小ドイツ連邦国家の結成を呼びかけた（三王同盟）。このようなドイツ国民国家結成の試みに対しては、その後、「エアフルト連合」という名称が付与された。エアフルト連合の精神的な父であり、原動力となったのは、プロイセン王フリードリヒ・ヴィルヘルム4世の顧問ヨーゼフ・フォン・ラドヴィッツであった。
ゴータ会議の自由主義者たちは、このような連邦国家への道筋について支持すべきか否かを議論した。プロイセンとの過去の経験から、懸念が持たれていたのであった。また、フランクフルト憲法よりも保守的で連邦的な憲法（エアフルト憲法）を制定することについて、自由主義者たちは頭を悩ませていた。しかしながら、ラドヴィッツが示した連邦国家への道筋については、基本的に同意することとなった。ゴータ会議からは、いわゆる「Bahnhofspartei」が生まれ、後に、この会派がエアフルト連合議会の過半数を占めることとなった。
1849年6月28日、プロイセンによるオーストリア帝国を排除したドイツ国家連合の計画を支持する旨の宣言をゴータ会議が行ったことから、これは、一般的に、「ゴータ宣言」（Gothaer Erklärung）として知られるようになった。